# Пасош Хонгконга
Пасош Хонгконга је јавна путна исправа која се држављанину Хонгконга издаје за путовање и боравак у иностранству, као и за повратак у земљу.
За време боравка у иностранству, путна исправа служи њеном имаоцу за доказивање идентитета и као доказ о држављанству. Пасош Хонгконга се издаје за неограничен број путовања. Пасош Хонгконга могу добити сви грађани Народне Републике Кине под условом да су пријављени становници Хонгконга.

## Језици
Пасош је исписан кинеским и енглеским језиком као и личне информације носиоца.

## Страница са идентификационим подацима
- Слика носиоца пасоша
- Тип („“ за пасош)
- Код државе
- Серијски број пасоша
- Презиме и име носиоца пасоша
- Држављанство
- Датум рођења (ДД. ММ. ГГГГ)
- Пол (M за мушкарце или F за жене)
- Место рођења
- Датум издавања (ДД. ММ. ГГГГ)
- Потпис носиоца пасоша
- Датум истека (ДД. ММ. ГГГГ)
- Орган издавања